# اندیس جنوب، جنوب غرب استند
جنوب، جنوب غرب استند یک اندیس فلزی است که در حوالی شهر خونیک استان خراسان قرار دارد و مادهٔ معدنی موجود در آن، مس است.سنگ میزبان این اندیس کالرملانژ است  در این اندیس، پاراژنز‌های کوارتز ، کالکوسیت ، لیمونیت، بورنیت یافت می‌شوند.